# ساوویسکی
ساوویسکی (به بلغاری: Savoyski) یک منطقهٔ مسکونی در بلغارستان است که در شهرستان کیوستندیل واقع شده‌است.